# Chacoörn
Chacoörn (Buteogallus coronatus) är en sydamerikansk starkt utrotningshotad rovfågel.

## Utseende och läten
Chacoörnen är en stor (75-85) och kraftfull, tofsförsedd örn med långa och breda vingar och kort stjärt. Fjäderdräkten är matt skiffergrå, på vingarna någt mörkare. Ett vitt tvärband och ett ändband syns på den sotfärgade stjärten. Vaxhuden vid näbben och benen är gula.
Ungfågeln är brun ovan med gräddfärgat huvud och ett mörkt streck bakom ögat. Även strupen och undersidan är gräddfärgad, med bruna fläckar på övre delen av bröstet och nedre delen av buken. Liknande större svartvråk är mindre och mer kortvingad, med svartare fjäderdräkt på adulta fåglar och ungfåglar kraftigare brunstreckad under. Lätet är en kraftfull och utdragen men ljus vissling.

## Utbredning och systematik
Arten förekommer i gräsmarker från södra Brasilien, Paraguay och Bolivia till norra Argentina. Den placerades tidigare i släktet Harpyhaliaetus, men efter genetiska studier förs den numera till Buteogallus.

## Levnadssätt
Chacoörnen bebor låglänta områden med halvöppen säsongsvis torrt landskap som palmsvann, buskrik stäpp, chaco och cerrado. Ibland kan den också hittas i medelhöga bergstrakter i sydöstra Brasilien och Argentina och har även rapporterats från caatinga, galleriskog, våtmarker och lundar med Mauritia flexuosa. I Paraguay finns också ett antal fynd från vida boskapsfält. Födan består av både däggdjur, fåglar, reptiler, as och fisk, men på Pampas i Argentina rapporteras bältdjur och ormar vara viktigaste byten. Den bygger ett stort bo i träd eller raviner, vari den lägger ett ägg. Arten kan vara delvis nattlevande.

## Status
Chacoörnen har en mycket liten världspopulation bestående av endast mellan 800 och 2000 häckande individer. Den tros också minska i antal till följd av avskogning, jakt och kollision med elledningar. Internationella naturvårdsunionen IUCN kategoriserar därför arten som starkt hotad.

## Namn
Fågeln kallades tidigare kroneremitörn på svenska.